# سن آردو (کالیفرنیا)
سن آردو (به انگلیسی: San Ardo) یک منطقهٔ مسکونی در ایالات متحده آمریکا است که در شهرستان مونتری، کالیفرنیا واقع شده‌است. سن آردو ۱٫۱۶۴ کیلومتر مربع مساحت و ۵۱۷ نفر جمعیت دارد و ۱۳۷ متر بالاتر از سطح دریا واقع شده‌است.